# 進撃の記憶
『進撃の記憶』（しんげきのきおく）は、Linked Horizonのベスト・アルバム。2024年8月7日にポニーキャニオンから発売された。

## 概要
『進撃の軌跡』から約7年ぶりとなるアルバム。Linked Horizonが約10年間携わったテレビアニメ『進撃の巨人』シリーズの軌跡を辿るように、その壮大な物語を関連楽曲によって追体験できるベストアルバムになっている。

## 収録曲
全作詞・作曲・編曲：Revo
「語られざる記憶」除く主題歌以外の収録曲は、TVアニメ「進撃の巨人」インスパイア・イメージソング。
1. 紅蓮の弓矢 [5:15]
ボーカル：Revo
  - TVアニメ「進撃の巨人」Season1 前期オープニング主題歌

2024年1月27日にKアリーナ横浜にて開催された「進撃の巨人10th ANNIVERSARY “ATTACK FES”DAY1」において披露された新規ナレーション・バージョンを収録[3]。
2. 14文字の伝言 [5:30]
ボーカル：松本英子
「進撃の軌跡」収録曲
3. 最期の戦果 [5:24]
ボーカル：月香
「進撃の軌跡」収録曲
4. 自由の翼 [5:34]
ボーカル：Revo
  - TVアニメ「進撃の巨人」Season1 後期オープニング主題歌

「自由への進撃」収録曲
5. 双翼のヒカリ [5:07]
ボーカル：MANAMI
「進撃の軌跡」収録曲
6. 彼女は冷たい棺の中で [5:23]
ボーカル：福永実咲
「進撃の軌跡」収録曲
7. 心臓を捧げよ! [5:46]
ボーカル：Revo
  - TVアニメ「進撃の巨人」Season2 オープニング主題歌

「進撃の軌跡」収録曲
8. 神の御業 [2:17]
ボーカル：月香、福永実咲、MANAMI、松本英子、柳麻美
「進撃の軌跡」収録曲
9. もしこの壁の中が一軒の家だとしたら [3:52]
ボーカル：柳麻美
「自由への進撃」収録曲
10. 黄昏の楽園 [3:38]
ボーカル：すずかけ児童合唱団
「楽園への進撃」収録曲
11. 革命の夜に [5:17]
ボーカル：Revo
「楽園への進撃」収録曲
12. 暁の鎮魂歌 [4:04]
ボーカル：Revo
  - TVアニメ「進撃の巨人」Season 3 Part.1 エンディングテーマ

「楽園への進撃」収録曲
13. 憧憬と屍の道 [4:38]
ボーカル：Revo
  - TVアニメ「進撃の巨人」Season 3 Part.2 オープニングテーマ

「真実への進撃」
14. 13の冬 [5:27]
ボーカル：石川由依
「真実への進撃」
15. 語られざる記憶 [0:07]
16. 最後の巨人 [3:57]
ボーカル：Revo
  - TVアニメ「進撃の巨人」 The Final Season 完結編（各話版）オープニングテーマ

2023年11月6日にリリースされた配信シングル[5]。
17. 二千年... 若しくは... 二万年後の君へ・・・ [4:41]
ボーカル：Revo、石川由依、梶裕貴
  - TVアニメ「進撃の巨人」The Final Season 完結編（後編）主題歌

2023年11月5日にリリースされた配信シングル[5]。
18. 私が本当に欲しかったモノ [1:51]
ボーカル：山崎杏
特装盤のみのボーナストラック[3]。

## 参加アーティスト
- ボーカル：Revo、石川由依、梶裕貴、月香、福永実咲、MANAMI、松本英子、柳麻美、山崎杏
- ボイス：井上麻里奈、梶裕貴、神谷浩史
- ナレーション：サッシャ
- 西山毅（Electric Guitar (#7)）
- YUKI（Electric Guitar Steel Strings Acoustic Guitar, Nylon Strings Guitar, Steel 12 Strings Acoustic Guitar）
- 長谷川淳（Bass）
- 五十嵐宏治（Piano, Electric Organ, Pianica, Cembalo）
- 淳士（Drums）
- 三沢またろう（Percussion）
- 朝川朋之（Harp）
- 弦一徹 (Solo Violin)
- 鈴木正則 (Solo Trumpet)
- 高桑英世 (Recorder, Tin Whistle)
- 弦一徹ストリングス
  - 弦一徹、一本茂樹、伊能修、牛山玲名、内田麒麟、海和伸子、金子芳子、梶谷裕子、カメルーン真希、門脇大輔、黒木薫、高橋和葉、竹下欣伸、田中雅弘、中島優紀、西村知佳子、藤田クリスティーナ、藤村政芳、福井綾、真部裕、三木章子、村中俊之、森琢哉、森田香織、山本友重
- 鈴木正則ブラスセクション 
  - 鈴木正則、佐々木史郎、依田武之、山下真一、小澤篤士、仁井田ひとみ、浦田雄揮 (Trumpet)
  - 佐野聡、宮内岳太郎、石井弦、佐藤洋樹、鳥塚心輔、山城純子、鹿討奏、五十嵐誠、野々下興一、小篠亮介、上田智美、佐々木匡史、山口隼士 (Trombone)
  - 喜名雅、松永敦、仁藤雄貴、柏田良典 (Tuba)
  - 内藤貴司、石山直城、西條貴人、廣川実、比嘉康志、海野貴裕、小鮒信次、栁谷信、赤坂和之、渡邊豊秀、松田知、大見川満、木村隆、田中雅樹、村中美菜 (Horn)
- 髙桑英世木管アンサンブル 
  - 高桑英世 (Flute, Piccolo)
  - 庄司さとし (Oboe)
  - 山根公男、中ヒデヒト (Clarinet)
  - 井上俊次、大澤昌生 (Fagotto)
  - 内藤貴司ホルンセクション
- 合唱団響-Kyo- 栗友会、Ensemble音の葉、Voces Tokyo（Choir/合唱指揮：木場義則）
- すずかけ児童合唱団（合唱指揮：伊東えり）

## 販売形態
特装盤、通常盤の形態で発売された。
| 形態                                                  | 規格品番   | 仕様                                                                                |
| ----------------------------------------------------- | ---------- | ----------------------------------------------------------------------------------- |
| 特装盤 （ポニーキャニオンショッピングクラブ限定販売） | SCCA-50003 | - ボーナストラック「私が本当に欲しかったモノ」収録 - アナログ盤サイズ歌詞カード封入 |
| 通常盤（初回出荷限定）                                | PCCA-06307 | - 諫山創描き下ろしジャケット                                                        |
| 通常盤（永続仕様）                                    | PCCA-06308 |                                                                                     |